# Đặng Văn Khải
Đặng Văn Khải (1784-?) là nhà khoa bảng Việt Nam. Quê ông là xã Lộng Đình, huyện Văn Giang, phủ Thuận An, trấn Bắc Ninh (thôn Lộng Thượng, xã Đại Đồng thuộc huyện Văn Lâm của tỉnh Hưng Yên). Ông đỗ Cử nhân năm Ất Dậu, tức niên hiệu Minh Mạng thứ 6 1825. Sau ông đỗ đồng tiến sĩ xuất thân vào năm sau, Bính Tuất 1826. Ông làm quan Lang trung, từng được cử làm Phó sứ sang nhà Thanh (Trung Quốc). Sau khi mất, ông được tặng chức Viên ngoại.